# Чемпионат мира по бобслею 1947
9-й чемпионат мира по бобслею и скелетону прошёл в 1947 году в городе Санкт-Морице. Это первый чемпионат мира, в котором соревнования в чётвёрках и двойках прошли в одном городе.

## Соревнование двоек
| Золото                        | Серебро                       | Бронза                 |
| Фриц Файерабенд, Стефан Васер | Феликс Эндрих, Фридрих Воллер | Макс Убен, Жакс Моувье |

## Соревнование четвёрок
| Золото                                                       | Серебро                                            | Бронза                                                    |
| Йозеф Берли, Фриц Файерабенд, Хайнц Каттани, Альфонс Хёрнинг | Макс Убен, Жакс Моувье, Клод Хоубен, Альберт Лерат | Ачиле Фолд, Хэнри Эврот, Роберт Дюмонт, Уилльям Хиригоуен |

## Медальный зачёт
| Место | Страна    | Золото | Серебро | Бронза | Всего |
| ----- | --------- | ------ | ------- | ------ | ----- |
| 1     | Швейцария | 2      | 1       | 0      | 3     |
| 2     | Бельгия   | 0      | 1       | 1      | 2     |
| 3     | Франция   | 0      | 0       | 1      | 1     |